# Sandra Kiriasis
Sandra Kiriasis (născută Prokoff; n. 4 ianuarie 1975, Dresda, RDG) este o boberă ce a reprezentat Germania, medaliată olimpică. A participat la 4 ediții ale Jocurilor Olimpice (2002, 2006, 2010, 2014) în care a câștigat o medalie de aur și o medalie de argint.